# Politihelikoptertjenesten

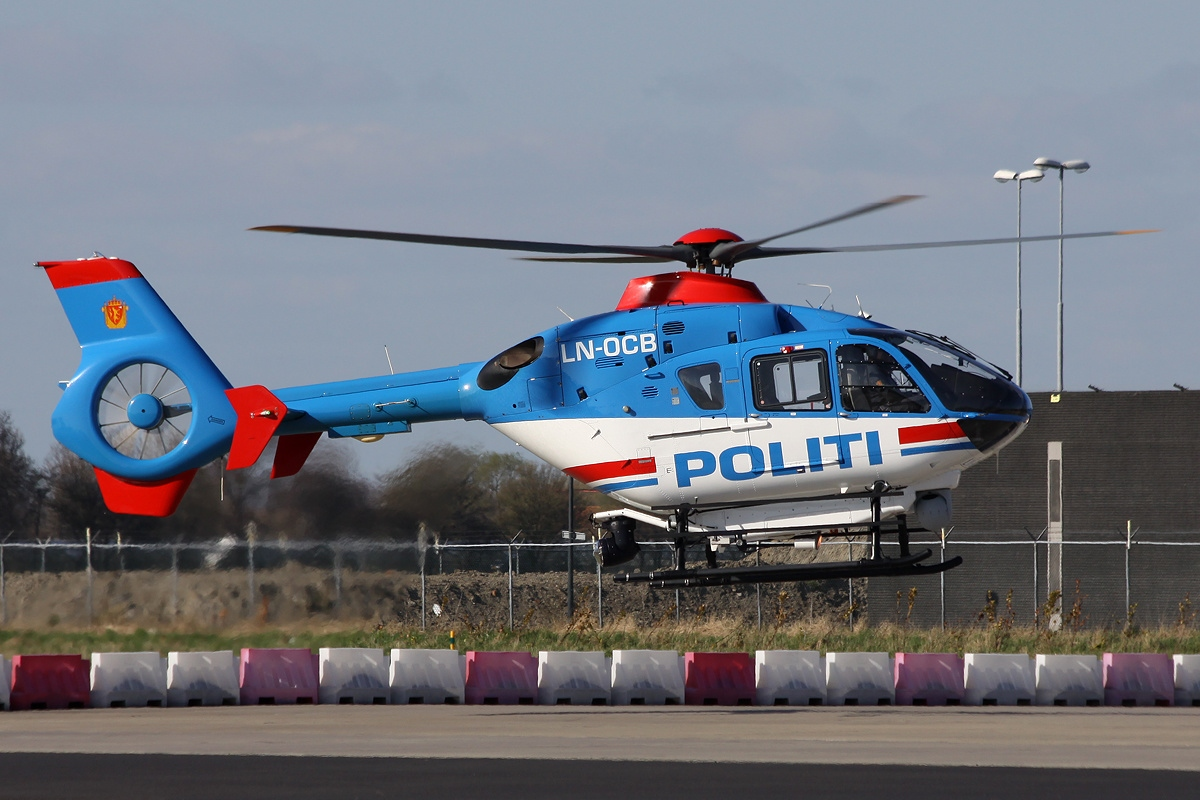
Norsk polishelikopter av modell Eurocopter EC 135

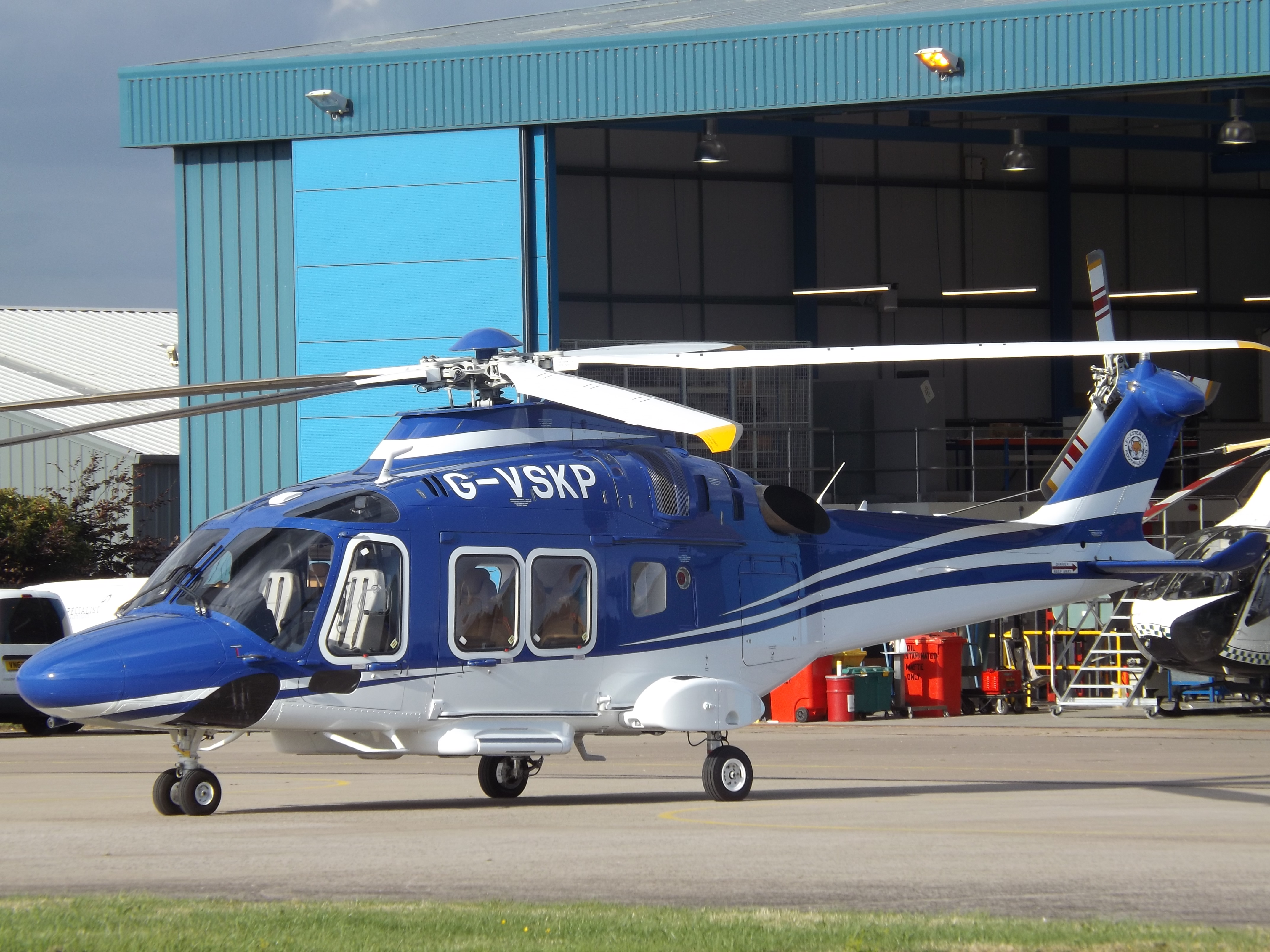
Leonardo AW 169, helikoptermodell inköpt för leverans 2019

Politihelikoptertjenesten är den norska polisens nationella helikopterverksamhet. Den är administrativt en avdelning av Oslo politidistrikt.
Politihelikoptertjenesten disponerar 2018 två helikoptrar av typ Airbus EC 135 T2 och har sin bas på Gardermoen. 
Den norska polisen tecknade i augusti 2017 kontrakt med Leonardo Helicopters om leverans av tre Leonardo AW 169 med option för ytterligare tre, för leverans 2019. Helikoptrarna ersatte Politihelikoptertjenestens två Eurocopter EC 145. Helikoptrarna var till en början stationerade på Gardermoen, där den norska polisens helikoptrar varit baserade sedan helikoptertjänsten inrättades 2003. De har sedan 2020 omstationerats till Politiets nasjonale beredskapssenter i Taraldrud i Nordre Follo kommun söder om Oslo.